# Burg Erding
Die Burg Erding, auch Alter Hof genannt, ist eine abgegangene mittelalterliche Stadtburg in Erding im Landkreis Erding in Bayern. Sie lag im südwestlichen Eck der Altstadt, etwa im Zwickel der Münchener und der Haager Straße.
Die Burg wurde mit der Stadt zwischen 1220 und 1239 von den Wittelsbachern erbaut, Bauherr war wohl Herzog Otto II.  Die Burg brannte 1648 im Zuge des Dreißigjährigen Krieges ab. Von der ehemaligen Burganlage ist nichts erhalten, die Stelle ist heute mit modernen Gebäuden überbaut.
Die abgegangene Burg ist als Bodendenkmal D-1-7637-0497 „untertägige mittelalterliche und frühneuzeitliche Befunde und Funde im Bereich der ehemaligen herzoglichen Stadtburg (‚Alter Hof‘) von Erding“ vom Bayerischen Landesamt für Denkmalpflege erfasst.